# Bromus psammophilus
Bromus psammophilus är en gräsart som beskrevs av Philip Morgans Smith. Bromus psammophilus ingår i släktet lostor, och familjen gräs. Inga underarter finns listade i Catalogue of Life.